# Mã Khải
Mã Khải (sinh ngày 29 tháng 6 năm 1946) là thạc sĩ kinh tế học, chính khách nước Cộng hòa Nhân dân Trung Hoa. Ông từng giữ chức vụ Ủy viên Bộ Chính trị Đảng Cộng sản Trung Quốc khóa 18, Phó Thủ tướng Quốc vụ viện Trung Quốc nhiệm kỳ 2013 đến năm 2018. Trước đó, ông là Uỷ viên Quốc vụ kiêm Tổng Thư ký Quốc vụ viện Trung Quốc và Chủ nhiệm Ủy ban Cải cách và Phát triển Quốc gia Cộng hòa Nhân dân Trung Hoa.

## Tiểu sử

### Thân thế
Mã Khải là người Hán sinh tháng 6 năm 1946 ở Kim Sơn, thành phố Thượng Hải.

### Giáo dục
Năm 1978 đến năm 1979, ông theo học lớp lý luận tại Trường Đảng Thành ủy Bắc Kinh.
Năm 1979 đến năm 1982, ông theo học nghiên cứu sinh thạc sĩ chuyên ngành kinh tế chính trị khoa kinh tế chính trị ở Đại học Nhân dân Trung Quốc.
Tháng 9 năm 1992 đến tháng 11 năm 1992, ông theo học lớp nâng cao cán bộ cấp tỉnh bộ tại Trường Đảng Trung ương Đảng Cộng sản Trung Quốc. Tháng 3 đến tháng 5 năm 1997, ông tiếp tục theo học lớp nâng cao cán bộ cấp tỉnh bộ ở Trường Đảng Trung ương.

### Sự nghiệp
Năm 1965 đến năm 1970, Mã Khải là giáo viên Trung học số 4 Bắc Kinh. Năm 1973 đến năm 1979, ông là giáo viên Trường Đảng Khu ủy Tây Thành, Bắc Kinh. Năm 1982, sau khi tốt nghiệp đại học, ông về làm trợ lý nghiên cứu viên, Viện Nghiên cứu Vật giá, Cục Vật giá Quốc gia. Năm 1983, ông được bổ nhiệm làm Phó Chủ nhiệm Văn phòng Tài chính Khu Tây Thành kiêm Phó Chủ nhiệm Ủy ban Kế hoạch Khu Tây Thành, từ tháng 4 năm 1984, ông giữ chức Chủ nhiệm Ủy ban Kế hoạch Khu Tây Thành, Bắc Kinh.
Năm 1984, ông được bổ nhiệm giữ chức Chủ nhiệm Ủy ban Kế hoạch Khu Tây Thành kiêm Phó Khu trưởng Khu Tây Thành, Bắc Kinh. Năm 1985, ông được bổ nhiệm làm Phó Chủ nhiệm Văn phòng Cải cách Thể chế Kinh tế thành phố Bắc Kinh. Năm 1986, ông được luân chuyển làm Cục trưởng Cục Vật giá thành phố Bắc Kinh. Năm 1988, ông được bổ nhiệm giữ chức Phó Cục trưởng Cục Vật giá Nhà nước Trung Quốc. Năm 1993, ông được bổ nhiệm làm Phó Chủ nhiệm Ủy ban Cải cách Thể chế Kinh tế Nhà nước Trung Quốc. Năm 1995, ông được điều sang làm Phó Chủ nhiệm Ủy ban Kế hoạch Nhà nước Trung Quốc. Năm 1998, Mã Khải được bổ nhiệm giữ chức Phó Tổng Thư ký Quốc vụ viện Trung Quốc, thành viên tổ Đảng Cơ quan Quốc vụ viện. Năm 2000, ông được cử làm Phó Bí thư tổ Đảng Cơ quan Quốc vụ viện, Phó Tổng Thư ký Quốc vụ viện, phụ trách công tác thường vụ Văn phòng Quốc vụ viện, hàm Bộ trưởng.
Tháng 11 năm 2002, tại Đại hội Đảng Cộng sản Trung Quốc lần thứ 16, ông được bầu làm Ủy viên Ban Chấp hành Trung ương Đảng Cộng sản Trung Quốc khóa XVI. Tháng 3 năm 2003, Hội nghị lần thứ nhất của Đại hội đại biểu Nhân dân toàn quốc Trung Quốc khóa X thông qua phương án cải cách cơ cấu Quốc vụ viện, quyết định cải tổ Ủy ban Kế hoạch Phát triển Quốc gia thành Ủy ban Cải cách và Phát triển Quốc gia đồng thời bổ nhiệm Mã Khải làm Chủ nhiệm Ủy ban Cải cách và Phát triển Quốc gia Cộng hòa Nhân dân Trung Hoa. Tháng 10 năm 2007, tại Đại hội Đảng Cộng sản Trung Quốc lần thứ 17, ông được bầu làm Ủy viên Ban Chấp hành Trung ương Đảng Cộng sản Trung Quốc khóa XVII. Tháng 3 năm 2008, tại nhiệm kỳ thứ hai của nội các Ôn Gia Bảo, Mã Khải được bổ nhiệm làm Tổng Thư ký Quốc vụ viện Trung Quốc kiêm Ủy viên Quốc vụ đồng thời kiêm nhiệm chức vụ Bí thư Ủy ban Công tác Cơ quan Quốc gia Trung ương Đảng Cộng sản Trung Quốc, Viện trưởng Học viện Hành chính Quốc gia.
Ngày 15 tháng 11 năm 2012, tại phiên họp toàn thể đầu tiên của Ủy ban Trung ương Đảng Cộng sản Trung Quốc khóa 18, ông được bầu làm Ủy viên Bộ Chính trị Đảng Cộng sản Trung Quốc khóa 18. Chiều ngày 16 tháng 3 năm 2013, tại phiên họp toàn thể lần thứ sáu của kỳ họp thứ nhất Quốc hội Trung Quốc khóa XII, ông được bầu làm Phó Thủ tướng Quốc vụ viện Trung Quốc theo đề cử của Thủ tướng Lý Khắc Cường.

## Cuộc sống cá nhân
Mã Khải còn được biết đến là một nhà thơ tài năng hoàn hảo.